# Штандарт войны и мира

«Война»

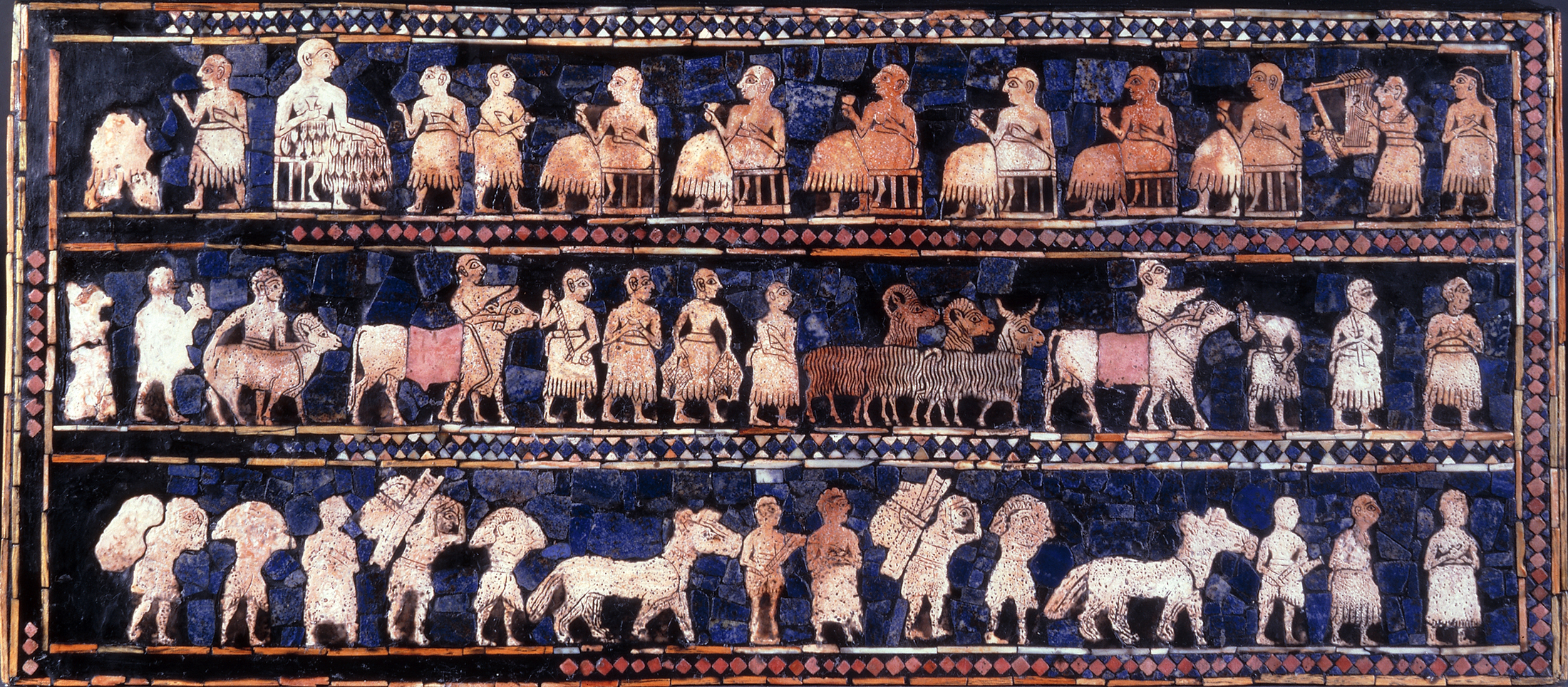
«Мир»

Штандарт войны и мира — пара инкрустированных декоративных панелей, обнаруженная экспедицией Л. Вулли при раскопках шумерского города Ур. На каждой из пластин на лазуритовом фоне в три ряда выложены перламутровыми пластинками сцены из жизни шумеров. Артефакт датируется серединой III тысячелетия до н. э. Размеры 21,59 на 49,53 см.
Штандарт из Ура — жемчужина экспозиции Британского музея. На панели с изображением войны показана приграничная стычка с участием шумерского войска. Под колёсами влекомых куланами тяжёлых повозок гибнут противники. Израненных и униженных пленников приводят к царю. На другой панели изображена сцена пиршества. Пирующих увеселяют игрой на арфе.
Предназначение панелей не вполне ясно. Вулли предполагал, что их выносили на поле боя в качестве своеобразного стяга. Некоторые учёные, подчёркивая мирный характер одной из сцен, полагают, что это были стенки укладки для арфы...